# حارس مرمى

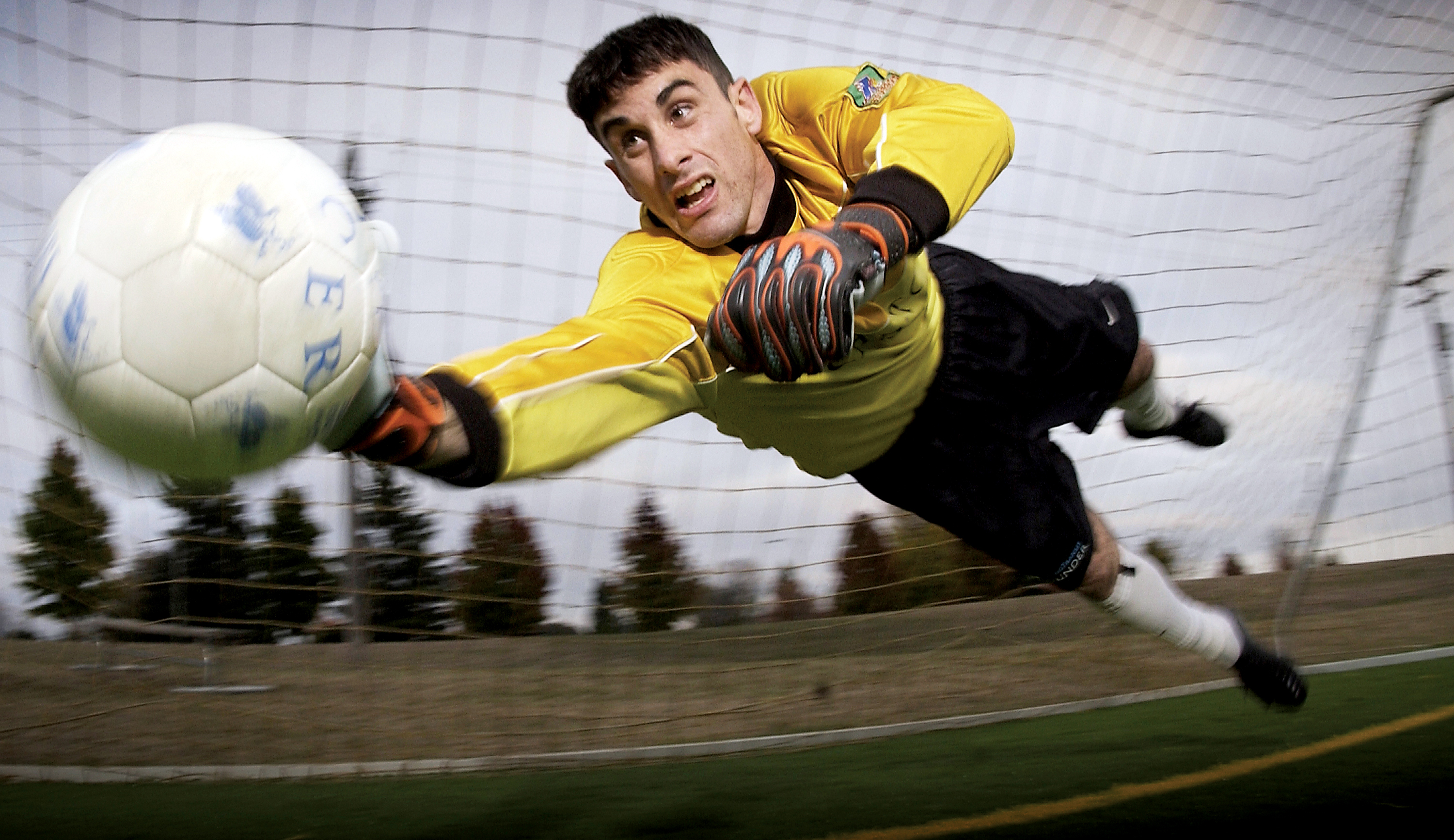
حارس مرمى في رياضة كرة القدم

في العديد من الألعاب الرياضية، حارس المرمى هو اللاعب المسؤول عن إبعاد الكرات عن المرمى بشكل مباشر، لإحباط محاولة التهديف من قبل لاعبي فريق الخصم. هذا المركز يتواجد في كرة القدم، وكرة اليد، والهوكي، وكرة الشبكة، وكرة الماء، ولعبة المضارب الطويلة (lacrosse)، والكرة الأرضية، وغيرها.